# Майкл Чіміно (актор)
Майкл Чіміно (англ. Michael Cimino) — американський актор, відомий своїми ролями Боба Палмері у фільмі «Аннабель 3» та Віктора Салазара в серіалі «З любов'ю, Віктор» від Hulu, який є доповненням до фільму 2018 року «З любов'ю, Саймон». З 2022 року він озвучує Кевіна Гранта-Гомеса з мультсеріалу Disney Channel «Хом'як і Ґретель». 10 листопада 2022 року він випустив свій дебютний мініальбом «I'm Somewhere Out There».

## Раннє життя
Чіміно народився та виріс у Лас-Вегасі, штат Невада. Його батько має італійсько-німецьке походження, а мати — пуерториканське. Чіміно стикався з расизмом у початковій школі, кажучи, що діти кидали його на підлогу та били ногами, і стверджували, що він їв жуків, хоча він каже, що цей досвід зробив його більш співчутливим до інших. Він почав займатися акторською майстерністю з восьми років. Чіміно достроково закінчив середню школу, щоб серйозніше зайнятися акторською майстерністю, та вирішив не вступати до коледжу.

## Кар'єра
Ранні акторські роботи Чіміно включають рекламу GEICO та пілотну зйомку шоу Nickelodeon «Hopefuls» у 2016 році. Він переїхав до Лос-Анджелеса, коли йому було 18 років. Чіміно з'явився у фільмі жахів 2019 року «Аннабель 3». Він любить співати та грати на гітарі, а його пісня «Everything I Own» була включена до саундтреку до фільму.
У серпні 2019 року було оголошено, що Чіміно зіграє головну роль Віктора в серіалі Disney+ «З любов'ю, Віктор». Пізніше шоу було перенесено на Hulu, прем'єра якого відбулася в червні 2020 року. Чіміно проконсультувався зі своїм двоюрідним братом-геєм, щоб переконатися, що роль Віктора буде достовірною та правдоподібною.
15 червня 2021 року Чіміно випустив свій перший сингл «Love Addict». Він вперше представив цю пісню в епізоді «Good Morning America» 3 червня 2021 року.
У травні 2022 року Чіміно приєднався до акторського складу серіалу подкастів-трилерів «Анонімна Джейн», заснованого на однойменному романі Лаури Фаріа Столарц.
Чіміно озвучує Кевіна в мультсеріалі Disney Channel «Хом'як і Ґретель» . Підтверджено, що він зніметься в останньому сезоні «Я ніколи не …», прем'єра якого буде в 2023 році

## Особисте життя
Незважаючи на те, що він зіграв гей-персонажа у серіалі «З любов'ю, Віктор», Чіміно вважає себе гетеросексуальним.

## Фільмографія

### Фільми
| Рік  | Назва                           | Роль        | Примітки         |
| ---- | ------------------------------- | ----------- | ---------------- |
| 2016 | Люкс Shangri-La                 | Юний Тейо   |                  |
| 2018 | Dog Days                        | Деж         | короткометражний |
| 2019 | Анабель 3                       | Боб Палмері |                  |
| 2022 | Випускний рік                   | Ленс        | [ 20 ]           |
| 2023 | Centurion: The Dancing Stallion | Мігель      |                  |
| 2025 | До світанку                     | Макс        |                  |

### Серіали
| Рік       | Назва                             | Роль                      | Примітки                                    |
| --------- | --------------------------------- | ------------------------- | ------------------------------------------- |
| 2017      | Тренувальний день                 | Молодий Садік             | Епізод: «Тунельний зір»                     |
| 2018      | Собачі дні                        | Деж                       | Короткий                                    |
| 2018      | Прогулянка Prank                  | Брлайден                  | Епізод: «Занадто круто для середньої школи» |
| 2020–2022 | З любов'ю, Віктор                 | Віктор Салазар            | Головна роль                                |
| 2022–нині | Хом'як і Ґретель                  | Кевін Грант-Гомес (голос) | Головна роль                                |
| 2023      | Місячна дівчина і диявол-динозавр | Едуардо (голос)           | Епізод: «The Beyonder»                      |
| 2023      | Як я зустріла вашого батька       | Свист                     | Епізод: «I'm His Swish»                     |
| 2023      | Я ніколи не …                     | Ітан                      | Головна роль (4 сезон)                      |

## Дискографія
Чіміно також є музикантом і випустив кілька синглів під лейблом «Cimino Sings». Він випустив свій перший мініальбом 10 листопада 2022 року.
| Назва        | Дата випуску      |
| ------------ | ----------------- |
| «Я десь там» | 10 листопада 2022 |

### Сингли
| Назва                        | Дата випуску   |
| ---------------------------- | -------------- |
| «Любовний наркоман»          | 15 червня 2021 |
| «Маленький синій автомобіль» | 15 липня 2021  |
| «Сигарети і пахощі»          | 15 серпня 2022 |
| «Кохання було справжнім»     | 20 травня 2022 |
| «Make Me Wanna Dance»        | 24 червня 2022 |
| «Вкрав мене»                 | 29 липня 2022  |

| Назва                    | Альбом           | Дата випуску     |
| ------------------------ | ---------------- | ---------------- |
| «Як ти ставишся до мене» | Хом'як і Ґретель | 12 серпня 2022 р |
| «Перевантажити мережу»   | Хом'як і Ґретель | 12 серпня 2022 р |
| «Я можу бути поганим»    | Хом'як і Ґретель | 12 серпня 2022 р |

## Нагороди та номінації
| Рік  | Церемонія                            | Категорія                               | Номінована робота  | Результат | Примітки |
| ---- | ------------------------------------ | --------------------------------------- | ------------------ | --------- | -------- |
| 2021 | Телевізійна нагорода «Золоте дербі». | Комедійний актор                        | З любов'ю, Вікторе | Номінація | [ 24 ]   |
| 2021 | Imagen Awards                        | Кращий актор головної ролі — комедія    | З любов'ю, Вікторе | Перемога  | [ 25 ]   |
| 2022 | Imagen Awards                        | Найкращий актор — комедія (телебачення) | З любов'ю, Вікторе | Перемога  | [ 26 ]   |